# Marcus Manilius
Pour les articles homonymes, voir Manilius.
Marcus Manilius ou simplement Manilius, est un poète et astrologue latin. On a avancé l'hypothèse non-vérifiée qu'il serait d'origine berbère, et qu'il serait probablement né en Afrique du Nord. Mais la seule certitude que nous ayons est qu'il écrivit vers l'an 10 (dans les dernières années du règne de l'empereur Auguste) un poème didactique en cinq livres sur l'astronomie ancienne et l'astrologie, Les Astronomiques (Astronomica en latin), s'inspirant des Phénomènes du poète grec Aratos de Soles. Si l'hypothèse d'une origine berbère était vérifiée, il serait alors le premier écrivain de langue latine de Berbérie.

## Description
- Le livre I du poème décrit le ciel : étoiles, constellations, planètes. La fin du poème fait allusion au désastre de la forêt de Teutobourg[5].
- Le livre II est consacré au zodiaque et à son mouvement apparent.
- Le livre III indique comment tirer l'horoscope de l'observation des cieux, et indique l'influence des astres sur les âges de l'homme.
- Le livre IV comporte une description de la Terre et passe en revue les peuples selon leur influence astrale dominante, avec les conséquences induites sur leur caractère propre.
- Le livre V explique comment les planètes ont plus ou moins d'influence selon leur position dans le ciel et la phase de leur mouvement apparent.

Les particularités du latin de Manilius incitèrent le philologue anglais Richard Bentley à supposer que Manilius était originaire du Proche-Orient. Il n'y a toutefois à ce jour pas d'adhésion générale à cette hypothèse.
Le concept astrologique de maisons (que Manilius appelle templa), utilisé des siècles durant pour tirer des horoscopes à partir de la configuration des planètes dans le zodiaque, apparaît pour la première fois dans les Astronomica. Le plus ancien horoscope connu fondé sur ce système est d'ailleurs à peine plus ancien : il date de 20 av. J.C.
Dans son Histoire de l'astrologie, Wilhelm Knappich écrit que Manilius divisait la figure horoscopique en « huit Maisons » (octotopos en grec). Le théoricien Patrice Guinard a soutenu qu'il existait une logique derrière cette division en « huit Maisons ». Toutefois, la plupart des chercheurs affirment qu'il s'agit là d'une mauvaise interprétation du texte de Manilius, venant du fait qu'il s'agit d'un poème en latin. C'est notamment le cas de Jean Hiéroz qui a avancé des arguments selon lesquels Manilius décrivait bien douze Maisons (dodecatopos en grec), et non huit.

## Transmission
Deux manuscrits des Astronomica des Xe et XIe siècles ont été conservés jusqu'à aujourd'hui grâce aux soins des monastères (l'un à Gembloux dans le Brabant) ; ils sont conservés aujourd'hui, l'un à Bruxelles, l'autre à la Bibliothèque de Leipzig. L'ouvrage, inconnu des savants, fut redécouvert près de Constance en 1416-1417 par Le Pogge, grâce aux loisirs que lui laissaient les intermèdes du concile de Constance. L’editio princeps des Astronomica a été préparée en 1473 à Nuremberg par l’astronome Regiomontanus à partir de ce manuscrit très endommagé. Ce texte fit par la suite l'objet d'émendations de Joseph Juste Scaliger, dont l'édition parut d'abord en 1579 à Paris avant d'être réimprimée en 1600 à Leyde. L'édition de Richard Bentley date de 1739. Mais l'édition de référence est certainement celle d'Alfred Edward Housman en cinq volumes (1903-1930). L'édition de G. P. Goold, préparée pour la Loeb Classical Library (Harvard, 1977) ne produit pas une impression comparable.
L'édition parisienne de Scaliger a été utilisée par Montaigne, qui, dans les Essais, cite le poème de Manilius plusieurs fois.
Les Astronomica reviennent fréquemment dans les nouvelles de l'écrivain américain de littérature fantastique H. P. Lovecraft et leur titre a sans doute inspiré à cet auteur l'ouvrage de sorcellerie imaginaire qu'il mentionne de façon récurrente (à savoir le Necronomicon).

#### Œuvres
- Marcus Manilius, réédition des Astronomiques sous le titre Les astrologiques ou la science sacrée du ciel (traduction en Français datant du XVIIIe siècle par l'astronome Alexandre-Guy Pingré), coll. « Bibliotheca Hermetica » (éd. Planète/Denoël), Paris, 1970. Trad. M. Nisard : Astronomiques/Astronomicon, in Stace, Martial, Manilius... Œuvres complètes, 1842 .

#### Études
- (en) K. Volk, Manilius and his Intellectual Background, Oxford University Press, 2009  (ISBN 9780199265220).
- Josèphe-Henriette Abry, « L'astrologie à Rome : les Astronomiques de Manilius », Pallas, no  30 : Astres, astrologie et religions astrales dans l'Antiquité, Toulouse, 1983, p. 49-61.
- Arnaud Zucker, L'encyclopédie du ciel, Robert Laffont, coll. « Bouquins », 2016.